# Iouri Mamléïev
Œuvres principales
- Chatouny

Iouri Vitaliévitch Mamléïev, (en russe : Юрий Витальевич Мамлеев, ISO 9 : Ûrij Vitalʹevič Mamleev), né le 11 décembre 1931 à Moscou et mort le 25 octobre 2015 à Moscou, est un écrivain et philosophe russe.

## Biographie
Ingénieur de formation, il enseigne à partir de 1956 les mathématiques. En 1974, n'ayant pas la possibilité d'éditer ses œuvres en URSS, il décide d'émigrer aux États-Unis avec son épouse où il travaille à l'Université Cornell, puis en France, en 1983, où il enseigne la littérature russe à l’Institut national des langues et civilisations orientales. Son roman Chatouny (The Shakers) est ainsi publié en 1980 à New York et en 1986 à Paris.
En 1993, il retourne en Russie où il poursuit son activité littéraire (il y publie un total de 27 livres jusqu'en 2008), notamment comme dramaturge (ses pièces sont mises en scène en Russie et en Autriche) et poète, et enseigne également la philosophie hindoue à l'Université d'État Lomonossov de Moscou.

## Œuvres traduites en français

### Romans
- Chatouny, Robert Laffont, 1986 ((ru) Ŝatuny)  (ISBN 2-221-04561-0)D'abord publié en anglais aux États-Unis en 1980 sous le titre The Shakers
- La Dernière Comédie, Robert Laffont, 1988 ((ru) Poslednââ komediâ)  (ISBN 2-221-05396-6)
- Les Couloirs du temps, Le Serpent à plumes, 2004 ((ru) )  (ISBN 2-268-05254-0)
- Le Monde et le Rire, Le Serpent à plumes, 2007 ((ru) Mir i hohot)  (ISBN 978-2-268-06179-5)

### Essai
- Destin de l'être, suivi de Au-delà de l'hindouisme et du bouddhisme, L'Âge d'Homme, 2012 ((ru) , 1993)  (ISBN 978-2-8251-4198-4)